# Linha Violeta (fronteira)

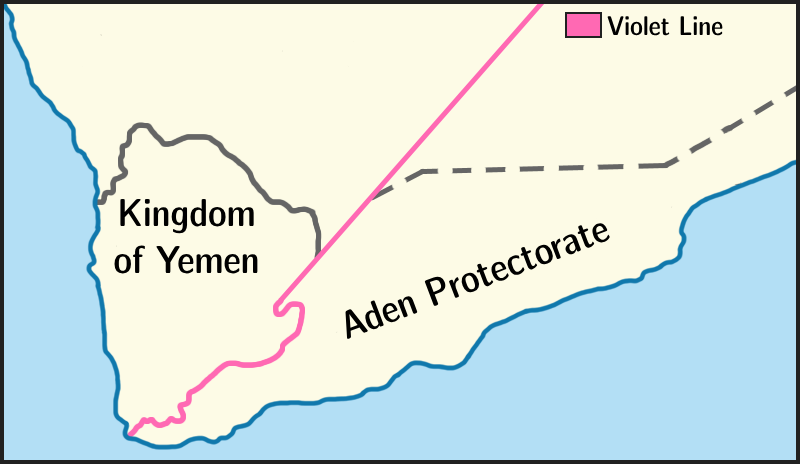
Mapa mostrando a Linha Violeta.

A Linha Violeta foi uma linha de fronteira acordada entre o Reino Unido e o Império Otomano em março de 1914. Começou com o término da Linha Azul, acordada na Convenção Anglo-Otomana de 1913, e estendeu-se até a fronteira entre o vilaiete otomano do Iêmen e os Protetorados Britânicos de Áden. Juntamente com a Linha Azul, a Linha Violeta dividiu efetivamente a Península Arábica em duas. Essa fronteira entre os impérios otomano e britânico é o que futuramente levou à fronteira entre o Iêmen do Norte e o Iêmen do Sul.

## Leitura complementar
- Anscombe, Frederick F. The Ottoman Gulf: the creation of Kuwait, Saudi Arabia, and Qatar New York: Columbia University Press, 1997.
- Kelly, J. B. Eastern Arabian Frontiers New York: Frederick A Praeger, 1964.
- Kelly, J. B. Sovereignty and Jurisdiction in Eastern Arabia International Affairs (Royal Institute of International Affairs) 34.4 (1958): 16–24.
- Hurewitz, J. C., ed. The Middle East and North Africa in World Politics: A Documentary Record, 2nd edn. Vol. 1: European Expansion, 1535–1914. New Haven: Yale University Press, 1975, pp. 567–570.
- Schofield, Richard. Kuwait and Iraq: Historical and Territorial Disputes. London: Chatham House, 1991.
- Slot, B. J. Mubarak al-Sabah: Founder of Modern Kuwait 1896-1915. Arabian Publishing Ltd, 2005.
- Tallon, James N. "Allies and Adversaries: Anglo-Ottoman Boundary Negotiation in the Middle East, 1906–1914" in Justin Q. Olmsted Britain in the Islamic World Imperial and Post-Imperial Connections London: Palgrave, 2019, 89–105.
- Wilkinson, John C. Arabia’s Frontiers: The Story of Britain’s Boundary Drawing in the Desert, London: I.B. Tauris & Co Ltd, 1991, 100–108.